# Gonzalo Abascal
Gonzalo Ignacio Abascal Muñoz (Santiago, Chile, 27 de diciembre de 1990) es un exfutbolista chileno que jugaba de defensa. Su último club fue el Pascoe Vale FC de Australia. Se retiró en 2020. 

## Clubes
| Club           | País      | Año             |
| -------------- | --------- | --------------- |
| Magallanes     | Chile     | 2010 - 2011     |
| Rangers        | Chile     | 2012            |
| Magallanes     | Chile     | 2013 - 2015     |
| Pascoe Vale FC | Australia | 2016 - Presente |